# Afrochlus harrisoni
Afrochlus harrisoni (лат.) — вид комаров-звонцов из подсемейства Podonominae. Единственный вид в составе рода Afrochlus. Филогенетически наиболее близок к роду Archaeochlus. Назван в честь гидробиолога Артура Харрисона, который собрал типовые экземпляры насекомых.

## Описание
Комары длиной тела от 3.6 до 4.8 мм. Глаза почковидные без волосков. Два первые членика усиков с двумя щетинками. Жгутик усика 14-члениковый. Щупики состоят из 4 (самка) или 5 (самцы) члеников. Крылья покрыты макротрихиями. Макротрихии отсутствуют. Передние ноги с одной шпорой, средние и задние с двумя. Лапки с эмподием и пульвиллами. Брюшко как сверху, так и снизу в щетинках.
Куколки коричневой окраски длиной около 6 мм. Личинки зеленовато-коричневые с тёмной головой около от 5.8 до 8.6 мм. Усики без органов Лаутерборна.

## Экология
Комары активны в сезон дождей, ползают по траве и камням вблизи ручьёв вытекающих из болот. Личинки развиваются во временных водотоках вытекающих из скальных обнажений.

## Распространение
Вид известен только из окрестностей Хараре (Зимбабве), но возможно имеет более широкое распространение.